# Кривошеев, Аркадий Вячеславович
Аркадий Вячеславович Кривошеев (род. 30 января 1969, Красноярск) — российский дзюдоист, призёр чемпионатов России по дзюдо, мастер спорта России, Заслуженный тренер России. Первый заместитель министра спорта Красноярского края. Полковник в отставке.

## Биография
В 1994 году окончил Сибирский технологический институт, в 2007 — Сибирский федеральный университет. Возглавлял филиал Центрального спортивного клуба Военно-воздушных сил Красноярска. В 2011—2012 годах был заместителем начальника управления по проведению мероприятий и сборных команд КГАУ «Центр спортивной подготовки». Затем до мая 2015 года работал генеральным директором КГАУ РЦСП «Академия летних видов спорта». С 2013 года является председателем Совета региональной общественной организации ветеранов войны, труда и спорта физкультурно-спортивных организаций Красноярского края. В мае 2015 года стал первым заместителем министра спорта Красноярского края.

## Спортивные достижения
- Чемпионат России по дзюдо 1992 года — ;
- Чемпионат России по дзюдо 1993 года — ;